# Berliner Verkehrsbetriebe
Берлинские транспортные предприятия (Berliner Verkehrsbetriebe; сокращённо: BVG) — государственное учреждение земли Берлин, осуществляющее пассажирские перевозки (метрополитен, городские автобусы, трамваи и паромы).

## История

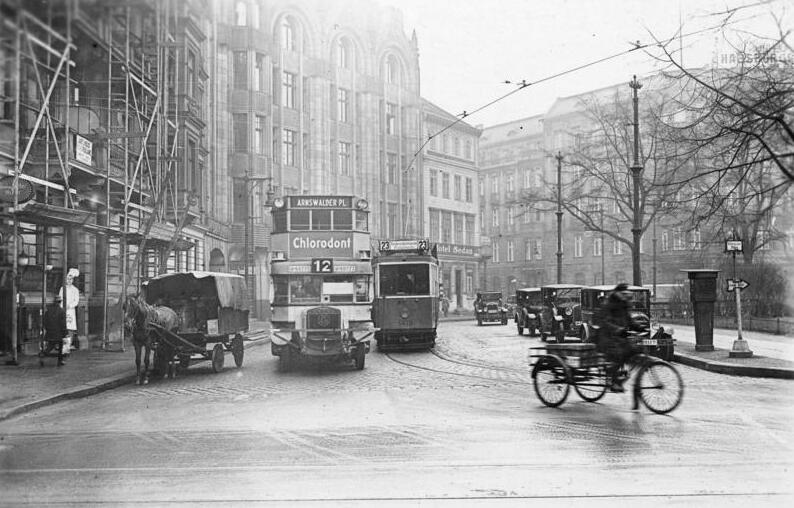
Берлинский транспорт в первый год работы BVG (1929)

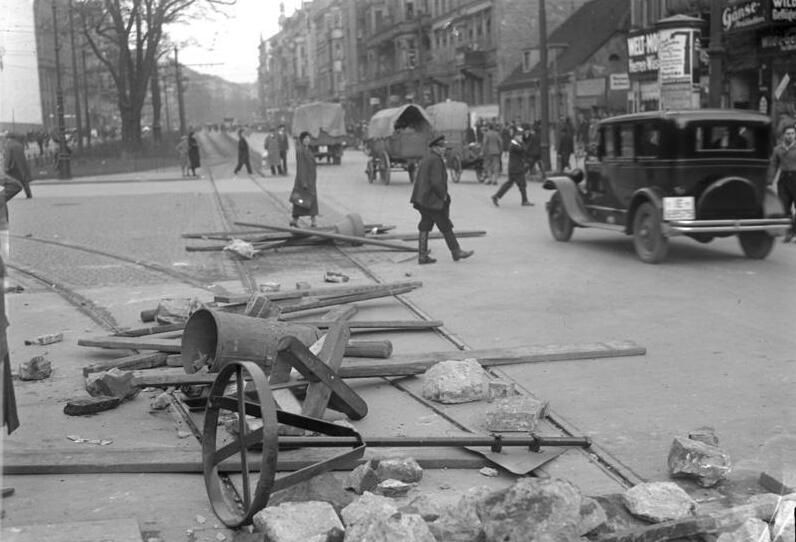
Трамвайные пути во время стачки BVG (ноябрь 1932)

В Большом Берлине 1920-х годов, одной из крупнейших метрополий того времени, вопросы транспортного обеспечения приобрели особое значение. Усилиями Эрнста Ройтера, ответственного в берлинском магистрате за их решение, удалось ввести единый тариф в 20 пфеннигов на пассажирские перевозки в городе, а путём слияния из нескольких десятков мелких перевозчиков были созданы три компании, отвечавшие за эксплуатацию метрополитена (Hochbahngesellschaft), трамваев (Berliner Straßenbahn-Betriebs-GmbH) и автобусов (ABOAG). В декабре 1928 года они были объединены в акционерное общество Berliner Verkehrs-Aktiengesellschaft (BVG), которое начало свою работу с 1 января следующего года.
Первые годы своего существования новая компания должна была бороться с тяжелыми последствиями Великой депрессии: вследствие снижения деловой активности и доходов населения пассажиропоток постоянно падал, что вынудило ее сократить почти четверть своего персонала и шесть раз понижать оплату его труда. После объявления об очередном снижении часовой ставки в ноябре 1932 года через подконтрольные НСДАП и коммунистам профсоюзы была организована массовая стачка работников компании, в результате которой было полностью парализовано движение общественного транспорта в городе, а при подавлении ее силами берлинской рейхсполиции погибло четыре бастующих. 1 января 1938 года компания стала собственностью города и была переименована в Berliner Verkehrs-Betriebe. Во времена нацистской диктатуры BVG, как и большинство немецких предпринимателей, активно сотрудничали с новым режимом: вместо членов коммунистической и социал-демократической партий, а так же сотрудников еврейского происхождения, которых увольняли в первоочередном порядке, был задействован труд 4 тысяч подневольных работников (в том числе остарбайтеров), размещавшихся в отстроенных компанией бараках. В ноябре 1943 при воздушном налете союзников было разрушено здание управления фирмы, а вместе с ним и архив BVG. К концу войны разрушения инфраструктуры и подвижного состава, перебои с подачей электроэнергии и нехватка горючего привели к тому, что 22 апреля 1945 года BVG полностью прекратили свою деятельность, которую смогли возобновить лишь месяц спустя.
Послевоенное разделение Берлина привело к тому, что с 1 августа 1949 года компания была вынуждена разделиться на две части: неофициально называемые BVG-West, обслуживавшие западные районы города и насчитывавшие порядка 13 тыс. сотрудников, и BVG-Ost, действовавшие в столице ГДР и объединявшие около 6 тыс. работников. Постепенно были закрыты автобусные и трамвайные линии, пересекавшие границу секторов, введены собственные тарифы, а обе фирмы сконцентрировались на обслуживании пассажиров в пределах своих территорий. 1 января 1969 года BVG-Ost были преобразованы в государственное предприятие Kombinat Berliner Verkehrsbetriebe (BVB). События начала 90-х годов привели к унификации тарифов, а с 1 января 1992 году к полному слиянию обеих компаний под прежним наименованием BVG. Задачами объединенного перевозчика, с 1994 года реорганизованного в учреждение публичного права, стали возобновление пассажирского сообщения, прерванного четырьмя десятилетиями назад, обновление подвижного состава и всей транспортной инфраструктуры немецкой столицы.

## Организационно-правовые аспекты

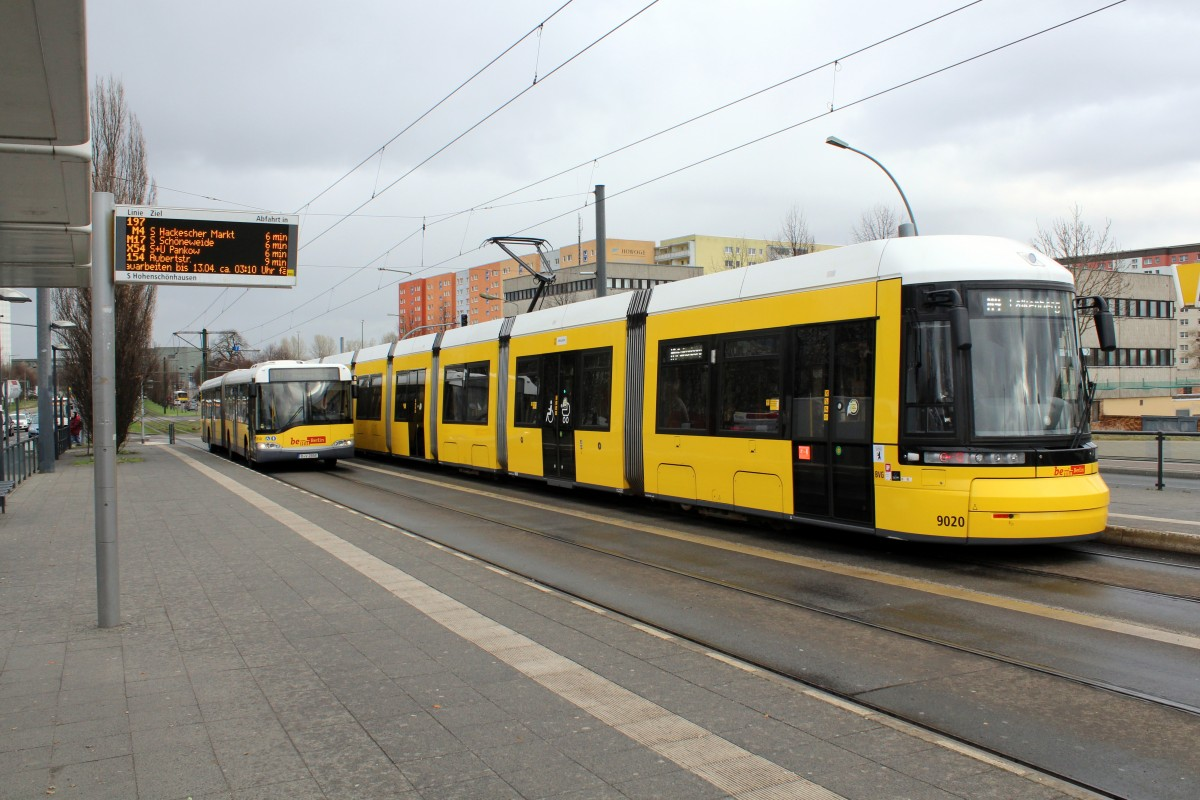
Характерный цвет подвижного состава BVG — транспортный желтый

Деятельность учреждения регулируется соответствующим Уставом (нем. Satzung für die Berliner Verkehrsbetriebe (BVG)), берлинским законом о предприятиях (нем. Berliner Betriebe-Gesetz), федеральным законом о пассажирских перевозках (нем. Personenbeförderungsgesetz (PBefG)) и другими нормативными актами. Berliner Verkehrsbetriebe — организация со 100 % участием земли Берлин, по договору с которой (нем. Verkehrsvertrag) она осуществляет оказание муниципальных транспортных услуг.
BVG сертифицирован в соответствии с европейским стандартом для услуг в общественном пассажирском транспорте EN 13816 и состоит в объединениях транспортных организаций Берлина-Бранденбурга VBB и Германии VDV, а так же в Международном союзе общественного транспорта UITP.
Слоган компании:  Weil wir dich lieben (в переводе: Потому что мы тебя любим).
Основной цвет в фирменном дизайне: транспортный желтый (нем. Verkehrsgelb), соответствующий RAL 1023.
В 2016 году BVG были организатором трамвайного, а в сентябре 2018 и первого автобусного чемпионата Европы.

## Структура
Дочерние компании

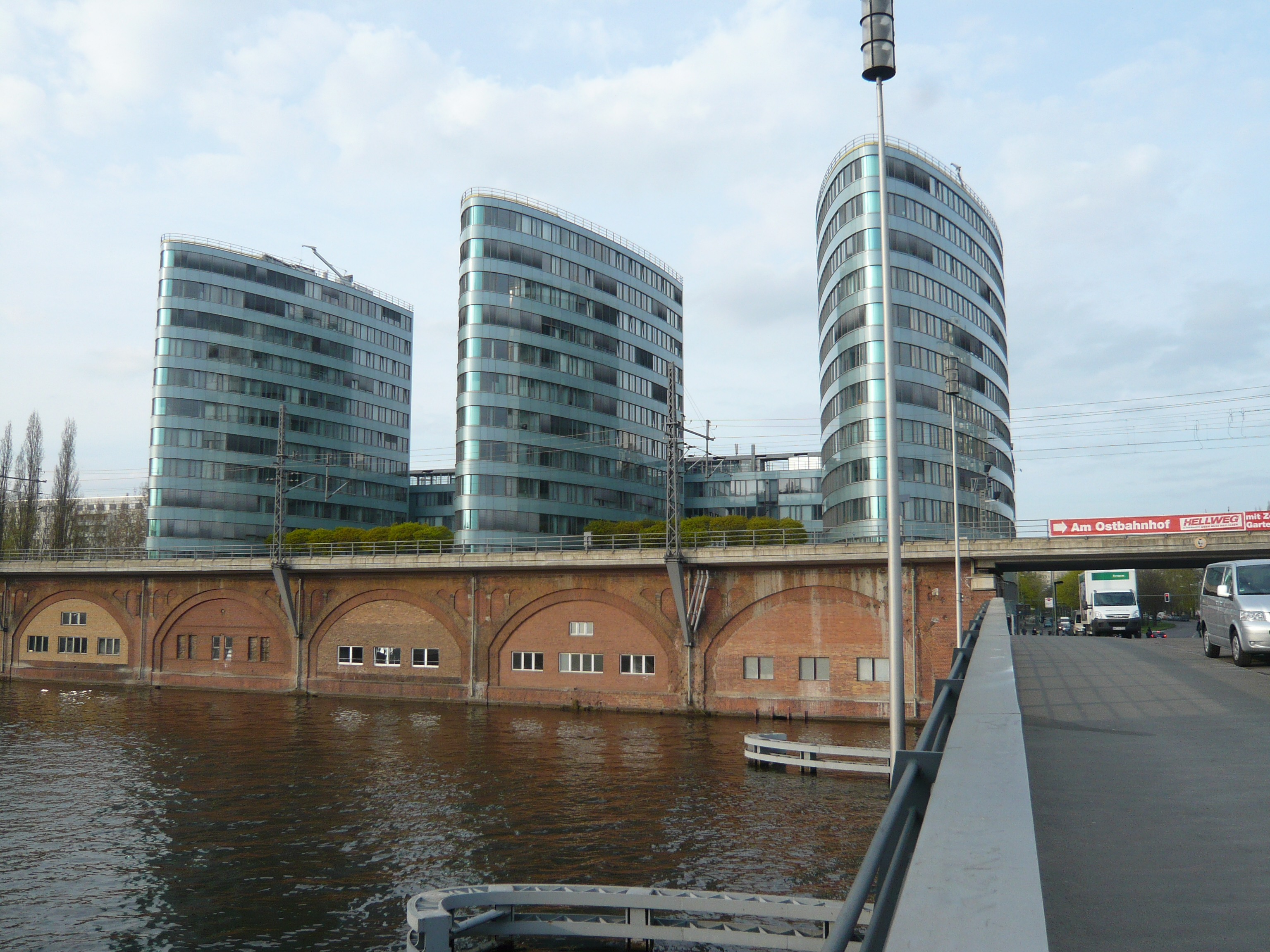
Штаб-квартира фирмы в Берлине

Учреждение имеет 100 % участие в следующих компаниях:
- BVG Beteiligungsholding GmbH & Co. KG (BBH) — занимается административным и стратегическим управлением дочерних компаний
- BVG Beteiligungsholding Verwaltungsgesellschaft mbH — как генеральный партнёр ведет дела BBH
- BT Berlin Transport GmbH — оказывает транспортные услуги в секторах автобус и метрополитен
- URBANIS GmbH — отвечает за развитие и маркетинг производственных площадей концерна
- IOB Internationale Omnibusbahnhof-Betreibergesellschaft mbH — отвечает за эксплуатацию Центрального автовокзала Берлина
- Projektrealisierungs GmbH U5 — занимается управлением и контролем строящейся линии метро U5
- BVG-Fahrzeugfinanzierungsgesellschaft mbH — отвечает за финансирование рельсового транспорта концерна.

## Персонал
По состоянию на 31.12.2017 в концерне в целом числилось 14 589 сотрудников, в том числе собственно в BVG AöR — 12 106, причем эти цифры растут все последние годы. По количеству занятых BVG находятся в Берлине на четвёртом месте, немногим уступая Vivantes, Шарите и Deutsche Bahn. В компании трудятся представители более чем 50 различных наций, при этом женщины составляют лишь пятую часть работников фирмы.
BVG отмечены как один из лучших работодателей Германии («Top Employer Deutschland 2018»), имеют сертификат предприятия, способствующего своим работникам сочетать работу и семью («audit berufundfamilie»), а так же другие знаки отличия.
В концерне проходят обучение и стажировку около 500 учащихся и студентов, причем второй раз подряд BVG получает от Промышленной и Торговой палаты Берлина знак «Отличное качество обучения». Кроме этого, начата подготовка первых водителей автобусов из числа прибывших в Германию беженцев.

## Финансовые показатели
Выручка BVG от пассажирских перевозок по итогам 2017 года составила более 835 млн € с коэффициентом покрытия расходов (нем. Kostendeckungsgrad) порядка 70 % (для сравнения: в среднем по предприятиям общественного транспорта Германии этот показатель превышает 76 %). Для покрытия оставшихся расходов используются поступления из федерального бюджета и структурных фондов Евросоюза, а так же муниципальные средства, получаемые за выполнение условий транспортного договора (303 млн € в 2017 году). Гарантом всех финансовых обязательств BVG является федеральная земля Берлин, которой, в свою очередь, компания переводит всю полученную прибыль. В своей деятельности компания обязана применять действующие тарифы объединения перевозчиков VBB.
В общей структуре расходов наибольшие средства выделяются на содержание персонала (более 667 млн € за 2017 год) при среднегодовой зарплате по концерну (до вычета налогов и отчислений) порядка 37 тыс. €. Для сравнения: председатель совета директоров BVG получила за это же время около 497 тыс € или в 13 раз больше. Эти цифры говорят в целом о социально справедливой оплате труда в компании: к примеру, руководители немецких предприятий, зарегистрированных на DAX, зарабатывают в среднем в 71 раз больше, чем их сотрудники.
На 2018 год концерном запланированы инвестиции в размере 511 млн €, из них — 170 млн на обновление транспортного парка и 270 млн на инфраструктурные проекты.

## Сфера деятельности

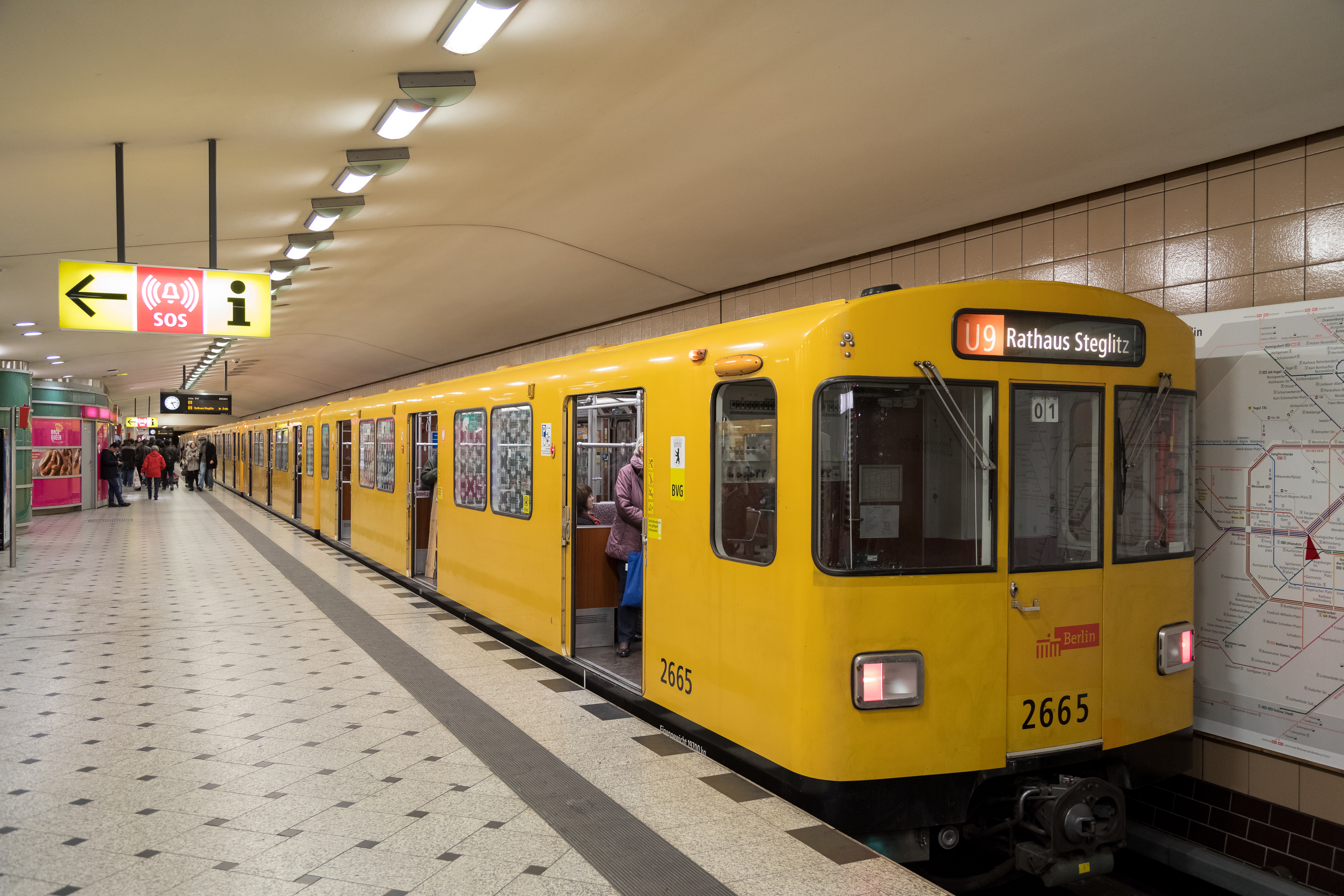
Поезд линии метро U9

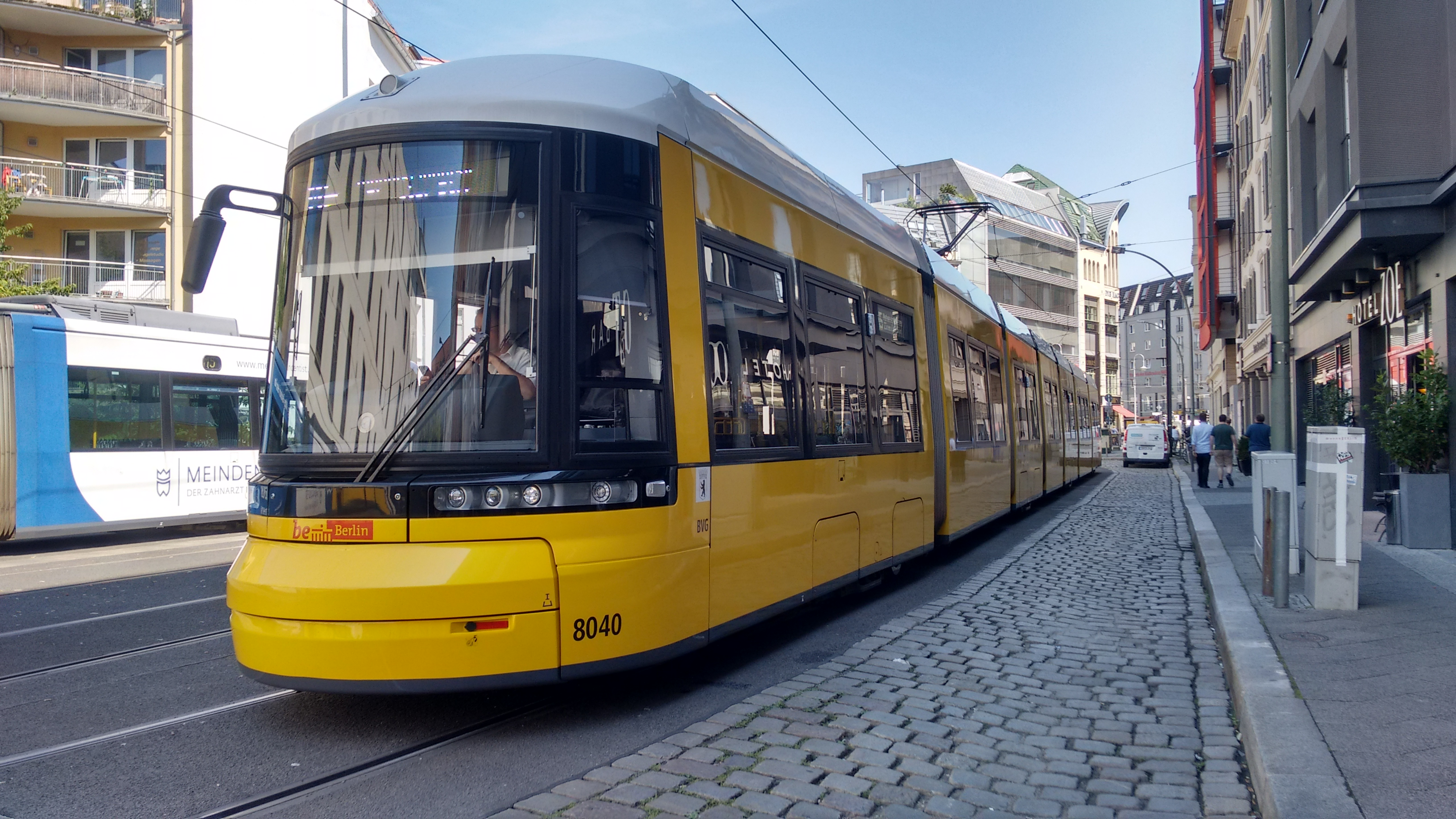
Трамвай Flexity маршрута M5

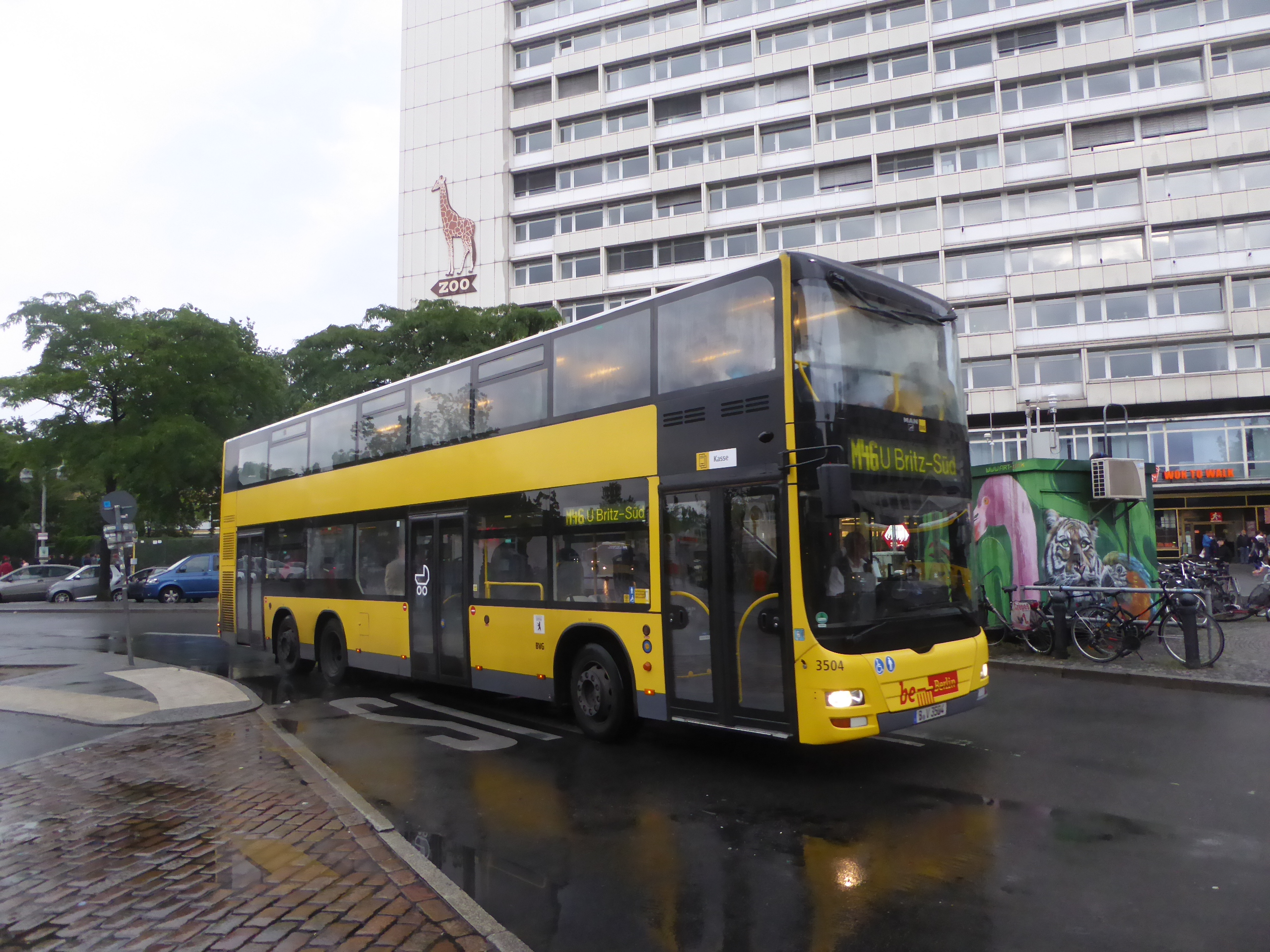
Автобус NEOMAN A39
у Берлинского зоопарка

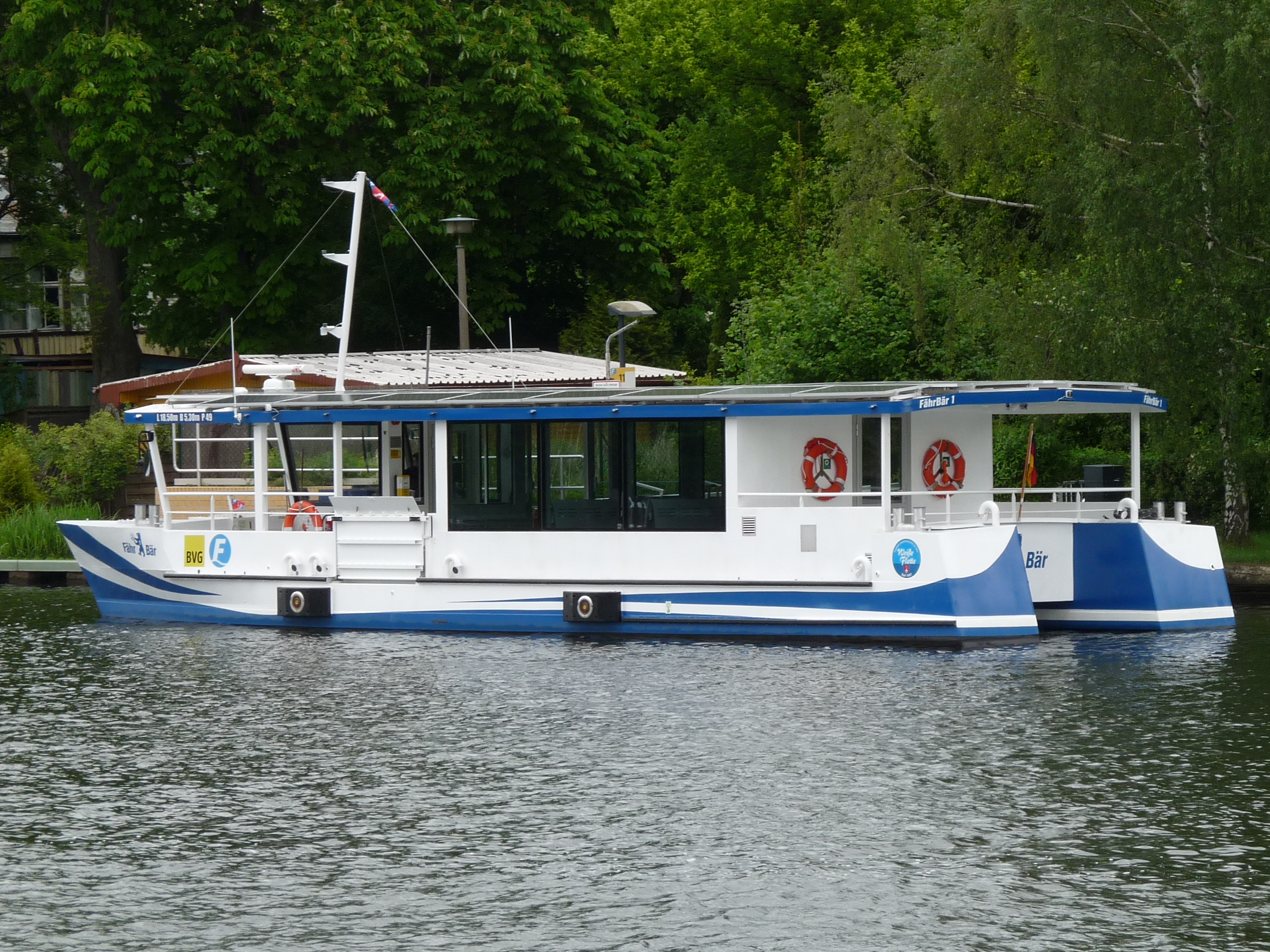
Электропаром линии F11

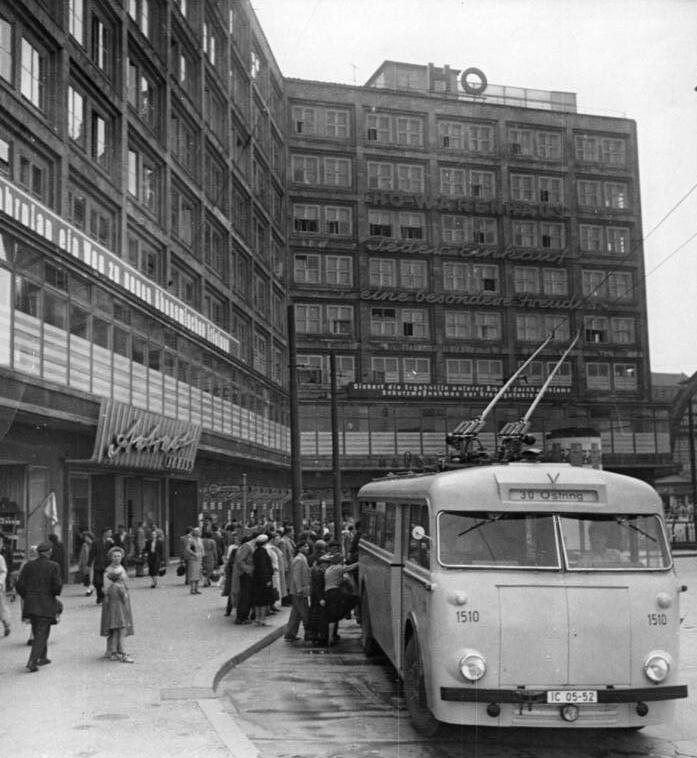
Троллейбус на Александерплац (июнь 1956)

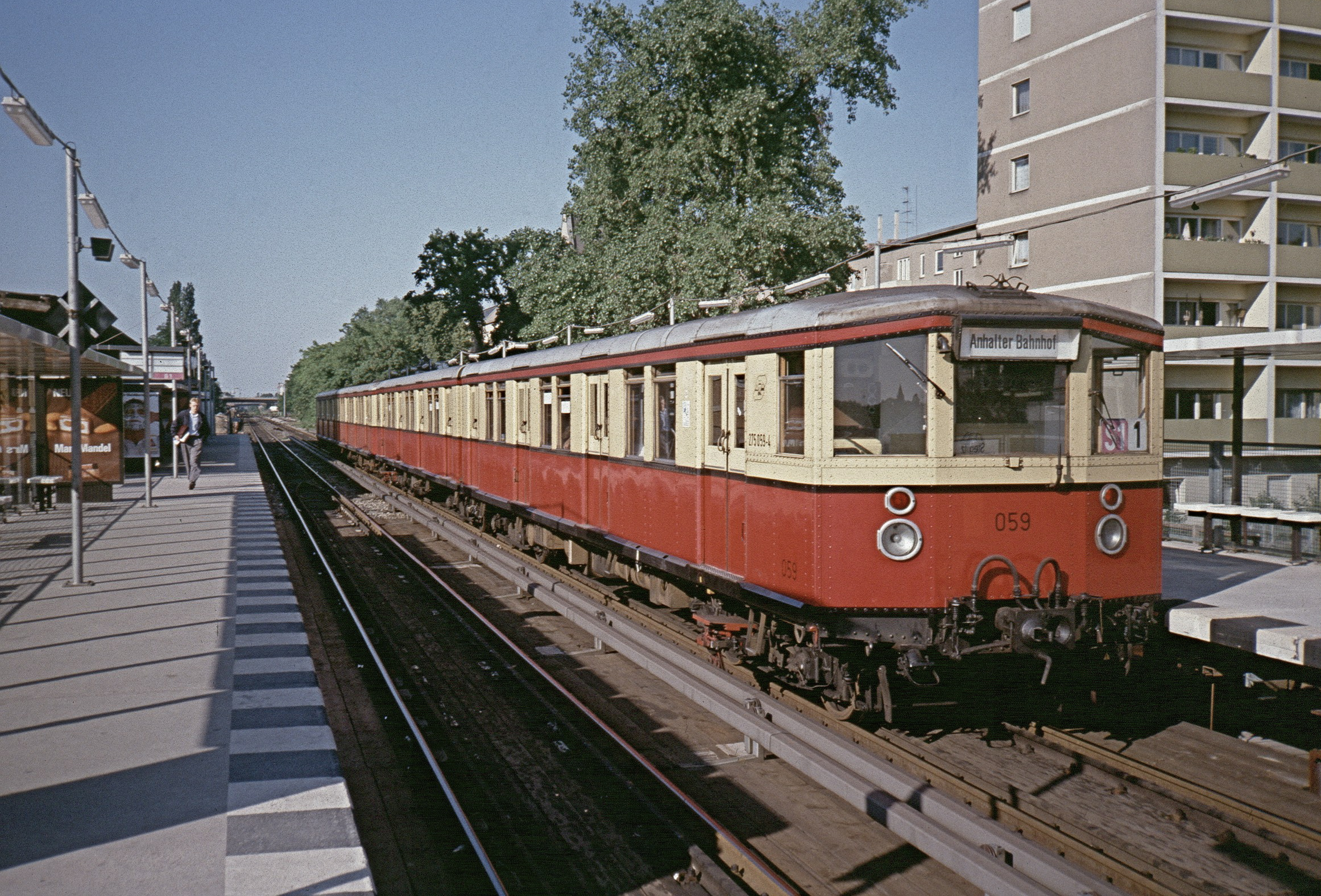
Электричка BVG (июнь 1989)

Согласно своего Устава задачей BVG является осуществление пассажирских перевозок на автобусах, трамваях, паромах, ж/д транспорте и метрополитене. Зона ответственности компании имеет площадь около 1 000 км², на которой проживают 3,4 млн человек.
BVG — крупнейший муниципальный перевозчик Германии: в 2017 году учреждение перевезло в общей сложности 1 064 млн пассажиров..  При сравнении с данными первого года деятельности фирмы заметно, что метрополитен и автобусы увеличили все свои показатели, а трамвай уступил свои прежние позиции. Кроме того, почти в два раза уменьшилось число занятых на BVG.
| Год  | Количество рейсов (метрополитен) (млн) | Количество рейсов (трамвай) (млн) | Количество рейсов (автобус) (млн) | Протяженность линий (метрополитен) (км) | Протяженность линий (трамвай) (км) | Протяженность линий (автобус) (км) | Количество подвижного состава (метрополитен) | Количество подвижного состава (трамвай) | Количество подвижного состава (автобус) | Число сотрудников |
| ---- | -------------------------------------- | --------------------------------- | --------------------------------- | --------------------------------------- | ---------------------------------- | ---------------------------------- | -------------------------------------------- | --------------------------------------- | --------------------------------------- | ----------------- |
| 1929 | 277                                    | 929                               | 277                               | 61,1                                    | 590                                | 420                                | 1040                                         | 2164                                    | 681                                     | 28 441            |
| 2017 | 563                                    | 197                               | 440                               | 146,3                                   | 300                                | 1738                               | 1272                                         | 342                                     | 1400                                    | 14 589            |

### Метрополитен
Весь берлинский метрополитен находится в ведении BVG с 1929 года. В настоящее время на 9 линиях метро, находящихся в эксплуатации учреждения, приходится наибольший пассажиропоток немецкой столицы.

### Трамвай
Berliner Verkehrsbetriebe осуществляют перевозки на трамвайных маршрутах с момента основания фирмы. В 2018 году насчитывалось 22 дневных и 9 ночных линий .

### Городской автобус
Городской автобус — третий транспортный сегмент, в котором BVG заняты с первого дня своего существования. По состоянию на конец 2018 года в эксплуатации находились 154 дневных и 62 ночных линий берлинских автобусов.

### Паром
В ведении BVG находятся 6 паромных линий, при пользовании которыми действительны единые проездные билеты для городского общественного транспорта. В 2017 году на своих паромах учреждение перевезла один миллион пассажиров.

### Такси
С сентября 2018 года в центральных районах города BVG предлагают услуги сборного такси (нем. Sammeltaxi) «BerlKönig», являющегося промежуточным вариантом между традиционным и маршрутным такси. Поездка заказывается через соответствующее мобильное приложение и стоит 1,50 € за км (но не менее 4 € за поездку). Посадка и высадка может осуществляться на любом из 5 000 мест: к примеру, на автобусной остановке или уличном перекрёстке. Сборные такси не имеют определенного маршрута и графика движения и перевозят одновременно до 6 пассажиров, прокладывая оптимальный путь по заданным ими конечным целям. На первом этапе в эксплуатации находятся 50 автомобилей, число которых в дальнейшем планируется увеличить до 300.

### Троллейбус
С декабря 1933 года BVG открыли регулярное движение троллейбусов между Шпандау и Штаакен, вслед которому последовали ещё три линии. После войны в Западном Берлине троллейбусные маршруты, достигнув максимальной длины в 20,8 км, постепенно начали уступать свое место автобусам, а в марте 1965 года были полностью закрыты. В восточной части города первые послевоенные троллейбусы начали перевозку пассажиров в августе 1951 года. Однако и там, достигнув общей длины в 45,5 км, троллейбусная сеть начала уменьшаться, а в январе 1973 года была официально выведена из эксплуатации.

### M-Bahn
В 1989 — 1991 годах в Берлине на M-Bahn — одном из первых в мире магнитопланов, курсировавшем между Кройцбергом и Тиргартеном и рассчитанном на скорость движения до 80 км/ч, BVG перевезли более 1,7 млн пассажиров. Линия была выведена из эксплуатации и демонтирована из-за планов по соединению метрополитеном западной и восточной частей города.

### Городская электричка
Бойкот городской электрички (нем. S-Bahn Berlin), находившейся в управлении Deutsche Reichsbahn, объявленный жителями Западного Берлина после строительства берлинской стены, привел к тому, что её услугами в этих районах пользовались не более 10 тыс. пассажиров в день.  Перевозчик из-за отсутствия необходимых средств был не в состоянии обновлять подвижной состав и поддерживать в надлежащем состоянии транспортную инфраструктуру и был вынужден идти на массовые увольнения персонала. Чтобы избежать полного прекращения движения, с января 1984 года эксплуатация западных линий S-Bahn была передана в ведение BVG. После объединения Германии и последовавшего за ним слияния Deutsche Reichsbahn и Deutsche Bahn с 1 января 1994 года все городские электрички находятся в эксплуатации последней.

## Галерея

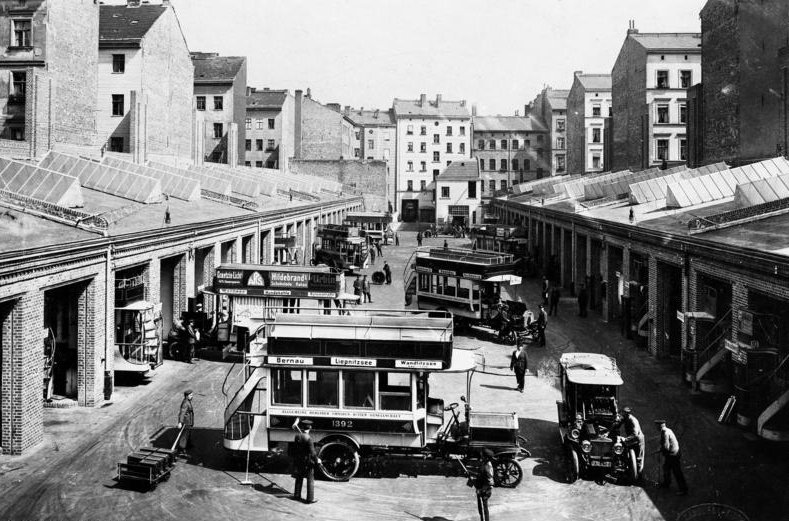
Автобусный парк ABOAG (1908)
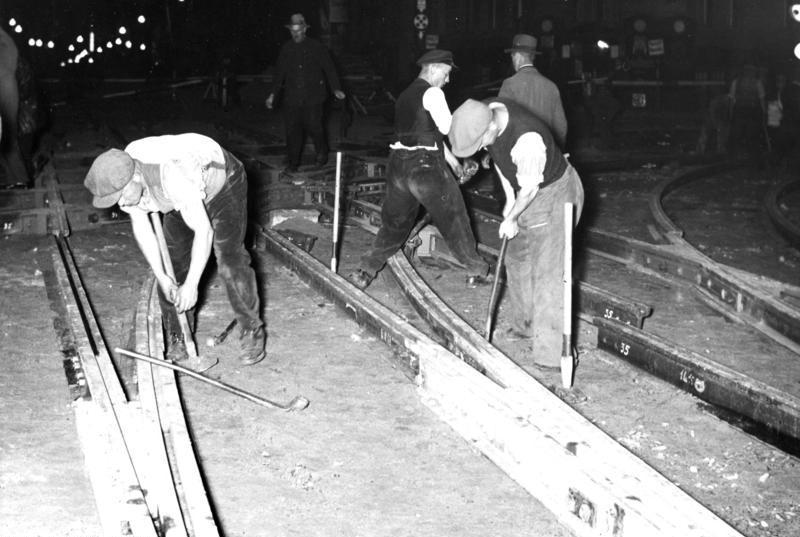
Ночные ремонтные работы на рельсовом полотне BVG (1930)
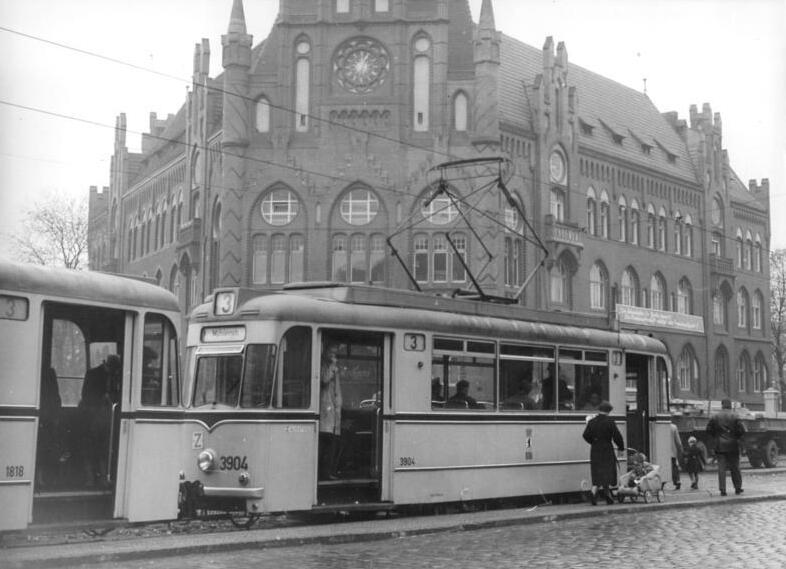
Трамвай в Лихтенберге (ноябрь 1959)
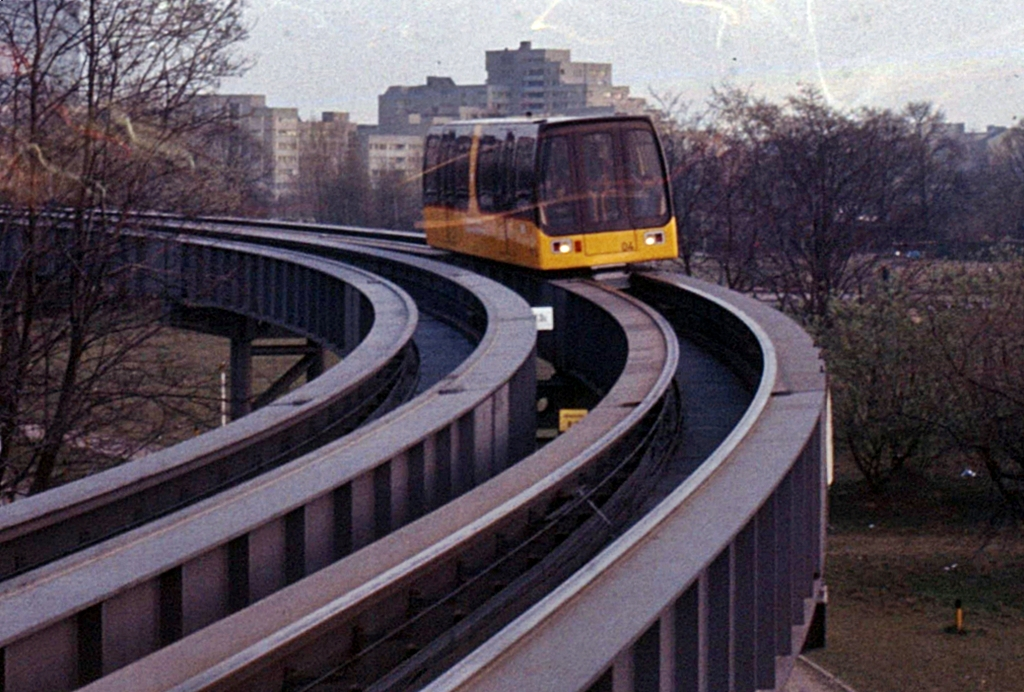
M-Bahn в Берлине (апрель 1990)